# Жуль Ансьйон
Жуль Ансьйон (нід. Jules Ancion, 21 серпня 1924 — 30 листопада 2011) — нідерландський хокеїст на траві.
Срібний призер Олімпійських Ігор 1952 року.